# Ordin (teoria inelelor)
În matematică un ordin în sensul teoriei inelelor⁠(d) este un subinel {\displaystyle {\mathcal {O}}} al unui inel {\displaystyle A}, astfel încât
1. {\displaystyle A} este o algebră finit-dimensională peste corpul {\displaystyle \mathbb {Q} } numerelor raționale
2. {\displaystyle {\mathcal {O}}} generează {\displaystyle A} peste {\displaystyle \mathbb {Q} } astfel încât {\displaystyle \mathbb {Q} {\mathcal {O}}=A,} și
3. {\displaystyle {\mathcal {O}}} este o {\displaystyle \mathbb {Z} }-latice⁠(d) în {\displaystyle A}.

Ultimele două condiții pot fi enunțate în termeni mai puțin formali: în plus, {\displaystyle {\mathcal {O}}} este un grup abelian liber⁠(d) generat de baza {\displaystyle A} peste {\displaystyle \mathbb {Q} }.
În general, pentru un domeniu de integritate {\displaystyle R} conținut în corpul {\displaystyle K}, se definește {\displaystyle {\mathcal {O}}} ca fiind un ordin {\displaystyle R} într-o {\displaystyle K}-algebră {\displaystyle A} dacă este un subinel al lui {\displaystyle A} care este o {\displaystyle R}-latice completă.
Dacă {\displaystyle A} nu este un inel comutativ, ideea de ordin este încă importantă, dar fenomenele sunt diferite. De exemplu, cuaternionii Hurwitz⁠(d) formează un ordin maximal între cuaternionii cu coordonate raționale; ei nu sunt cuaternioni cu coordonate întregi în sensul cel mai evident. Ordinele maximale există în general, dar nu trebuie să fie unice: în general nu există un cel mai mare ordin, ci un număr de ordine maximale.

## Exemple
Exemple de ordine:
- Dacă {\displaystyle A} este inelul de matrici⁠(d) {\displaystyle M_{n}(K)} peste {\displaystyle K}, atunci inelul de matrici {\displaystyle M_{n}(R)} peste {\displaystyle R} este un ordin {\displaystyle R} în {\displaystyle A}
- Dacă {\displaystyle R} este un domeniu de integritate și {\displaystyle L} o extindere separabilă⁠(d) finită a lui {\displaystyle K}, atunci închiderea întreagă⁠(d) {\displaystyle S} din {\displaystyle R} în {\displaystyle L} este un ordin {\displaystyle R} în {\displaystyle L}.
- Dacă {\displaystyle a} din {\displaystyle A} este un element întreg⁠(d) peste {\displaystyle R}, atunci inelul de polinoame⁠(d) {\displaystyle R[a]} este un ordin {\displaystyle R} în algebra {\displaystyle K[a]}
- Dacă {\displaystyle A} este inelul⁠(d) {\displaystyle K[G]} al unui grup finit {\displaystyle G}, atunci {\displaystyle R[G]} este un ordin {\displaystyle R} pe {\displaystyle K[G]}

O proprietate fundamentală a {\displaystyle R}-ordinelor este că fiecare element al unui {\displaystyle R}-ordin  este un element întreg⁠(d) peste {\displaystyle R.}
Dacă închiderea întreagă {\displaystyle S} a {\displaystyle R} în {\displaystyle A} este un {\displaystyle R}-ordin, atunci acest rezultat arată că {\displaystyle S} trebuie să fie un {\displaystyle R}-ordin maximal în {\displaystyle A}. Totuși, această ipoteză nu este întotdeauna satisfăcută: într-adevăr, {\displaystyle S} nu trebuie să fie nici măcar un inel, și chiar dacă {\displaystyle S} este un inel (de exemplu, când {\displaystyle A} este comutativă), atunci {\displaystyle S} nu trebuie să fie o {\displaystyle R}-latice.

## Teoria algebrică a numerelor
Exemplul principal este cazul în care {\displaystyle A} este un corp de numere⁠(d) {\displaystyle K,} iar {\displaystyle {\mathcal {O}}} este inelul său de numere întregi. În teoria algebrică a numerelor⁠(d) există exemple pentru orice {\displaystyle K}, altul decât corpul rațional al subinelelor proprii ale inelului de numere întregi care sunt, de asemenea, ordine. De exemplu, în extinderea corpului {\displaystyle A=\mathbb {Q} (i)} a numerelor raționale gaussiene⁠(d) peste {\displaystyle \mathbb {Q} }, închiderea întreagă a lui {\displaystyle \mathbb {Z} } este inelul numerelor întregi gaussiene⁠(d) {\displaystyle \mathbb {Z} [i]} și deci aceasta este unicul {\displaystyle \mathbb {Z} }-ordin maximal: toate celelalte ordine din {\displaystyle A} sunt conținute în el, de exemplu subinelul numerelor complexe de forma {\displaystyle a+2bi}, cu {\displaystyle a} și {\displaystyle b} numere întregi.